# سام باورز
سام باورز (بالإنجليزية: Sam Bowers)‏ هو لاعب كرة قدم أمريكية أمريكي، ولد في 22 ديسمبر 1957.

## وصلات خارجية
- سام باورز على موقع مرجع كرة القدم المحترفة.كوم (الإنجليزية)
- سام باورز على موقع JustSportsStats.com (الإنجليزية)